# Jamník (okres Liptovský Mikuláš)
Jamník je obec na Slovensku v okrese Liptovský Mikuláš. Žije v něm 462 obyvatel. První písemná zmínka o vesnici pochází z roku 1346. V katastrálním území obce leží přírodní rezervace Švihrová.